# Killer Queen
"Killer Queen" er en sang af den britiske rock-gruppe Queen. Sangen, som er skrevet af Queens forsanger Freddie Mercury, er en del af deres album Sheer Heart Attack fra 1973,
, og er også med på bandets opsamlingsalbum, Greatest Hits. Da den blev udgivet som en single, blev "Killer Queen" Queens gennembrudshit, og den opnåede en andenplads i Storbritannien og nummer 12 i USA. Den blev udgivet som en dobbelt A-side i Storbritannien, USA og Canada (hvor den nåede 15. pladsen på RPM 100-liste), med sangen "Flick of the Wrist". I 1986 var den B-side på "Who Wants to Live Forever".
Mercury fortalte at han skrev lyrikken først, inden han tilføjede til musiske arrangement. Nummeret indeholder kunstfærdige firdelte harmonier (især i omkvædet, og som kor i versene), og også en kunstfærdig multitracked guitarsolo af Brian May, heriblandt brig af "Bell effekten". Sangen nævner i første linje sætningen "Let them eat cake", en sætning (forkert) tilknytte Marie Antoinette: "Let them eat cake," she said, Just like Marie Antionette.

## Indspilning
Udover at bruge sit flygel som sædvanligt, overdubbede Mercury sangen med en upright, for at give sangen en vaudeville-lyd. På et tidspunkt er der to bass-guitarer, hvor en af dem laver et nedadgående spor. I modsætning til andre sange fra de første to Queen-albummer, blev denne sang delvist indspillet udenfor England, i Rockfield Studios i Wales.

## Liveoptræden
Sangen blev spillet fra 1974-78 live, som en del af et medley. I 1974, blev sangen spillet efter "In the Lap of the Gods", og i 1975-76 blev sangen spillet efter "Bohemian Rhapsody". I 1977 blev sangen spillet som et medley, efterfulgt af "Good Old Fashioned Lover Boy", og i 1978 før "Bicycle Race". I 1979 spillede bandet det meste af sangen, og efter guitarsoloen sluttede, blev åbningen til "I'm in Love with My Car" spillet. Sangen blev spillet i Montreal Forum, Quebec, Canada i november 1981, og er indspillet på livealbummet, Queen Rock Montreal. I 1984 og 1985, under The Works Tour, blev den reintroduceret i et medley efter en afkortet version a "Somebody to Love".

## Queen om sangen
'Killer Queen' var vendepunktet. Det var den sang der bedst opsummerede vores musikstil, og den var et stort hit, noget vi havde desperat brug for som et tegn på at der sker noget godt for os... Jeg var altid meget glad for denne sang. Hele albummet blev lavet på en håndværksagtig måde. Jeg nyder stadig at lytte til det fordi der er meget at lytte til, og det bliver aldrig rodet. Der er altid plads til at de små ideer trænger igennem. Og jeg kan naturligvis godt lide soloen, med det afsnit i tre dele, hvor hver del har sin egen stemme. Hvad kan jeg sige? Det er god gammeldags Queen. Den første gang jeg hørte Freddie spille den sang, lå jeg i mit værelese i Rockfield [et hjemme-lydstudie i Wales], og følte mig meget syg. Efter Queens første amerika-turne, havde jeg fået hepatitis, og derudover havde jeg meget alvorlige problemer med maven, og jeg skulle opereres. Så jeg kan kun huske at jeg lå der og hørte Freddie spille denne virkelig fantastiske sang, mens jeg følte mig ked af det fordi jeg tænkte, 'Jeg kan ikke engang komme ud af sengen for at deltage i dette. Måske bliver gruppen nødt til at fortsætte uden mig.' Ingen kunne finde ud af hvad der var galt med mig. Men så tog jeg til hospitalet og blev ordnet, gudskelov. Og da jeg kom ud igen var vi i stand til at færdigøre 'Killer Queen.' De havde efterladt lidt plads til mig, og jeg kunne lave soloen. Jeg havde stærke følelser for en af harmonierne i omkvædet, så den lavede vi også endnu engang. 
Folk er så vant til hård rock og energisk musik fra Queen, men med denne single vil man næsten forvente at Noel Coward sang den. Det er et af den slags numre der er beregnet til bowlerhat og sorte strømpeholdere – ikke at Coward ville have gået med det. (...) Den handler om en call-girl fra overklassen. Det jeg prøver at sige er at mennesker med klasse også kan være ludere. Det er det sangen handler om, selv om jeg vil foretrække at folk har deres egen fortolkning - at de læser ud af det hvad de har lyst til. 

## Hitlister
| Hitliste (1974/1975)      | Højeste placering |
| ------------------------- | ----------------- |
| Australien[kilde mangler] | 24                |
| Østrig                    | 10                |
| Belgien[kilde mangler]    | 4                 |
| Canada                    | 15                |
| Holland                   | 3                 |
| Frankrig[kilde mangler]   | 10                |
| Tyskland                  | 12                |
| Irland                    | 2                 |
| Norge                     | 4                 |
| UK Singles Chart          | 2                 |
| U.S. Billboard Hot 100    | 12                |

## Personale
- Freddie Mercury: forsanger, klaver, jangle piano, kor
- Brian May: elektrisk guitar, kor
- John Deacon: bass guitar, kor (kun live), triangel (kun live)
- Roger Taylor: trommer, kor, triangel, chimes, og Falsetto

## 5 Seconds of Summer-version
I oktober 2018 udgav det australske band 5 Seconds of Summer en coverversion i forbindelse med udgivelsen af den biografiske film Bohemian Rhapsody, overskuddet fra sangen gik til fonden Mercury Phoenix Trust, som bekæmper hiv og AIDS.